# Bataille de Fort Anderson
Guerre de Sécession
Batailles
Opérations de Tidewater de Longstreet
- Deserted House
- Fort Anderson
- Washington
- Suffolk
  - Norfleet House
  - Hill's Point

La bataille de Fort Anderson, aussi appelée bataille du Deep Gully, s'est déroulée du 13 au 15 mars 1863, dans le comté de Craven, Caroline du Nord, lors des opérations de Tidewater menées par le lieutenant général confédéré James Longstreet lors de la guerre de Sécession. Les forces confédérées sont sévèrement repoussées par les troupes de l'Union du colonel Hiram Anderson.

## Contexte
Le lieutenant général Longstreet prend le commandement du département de Virginie et de Caroline du Nord le 25 février 1863 et lance ses opérations de Tidewater. Ses objectifs sont de garantir le ravitaillement de l'armée de Virginie du Nord et de maintenir les forces de l'Union dans une posture défensive le long de la côte de la Caroline du Nord. Il donne l'ordre au major général D.H. Hill, commandant le district de Caroline du Nord, d'avancer sur la place forte de Union de New Bern avec environ 12 000 hommes. 

## Bataille
Le major général William H. C. Whiting, qui commande la garnison de Wilmington, refuse de coopérer. Après un succès initial à Deep Gully le 13 mars 1863, Hill envoie le brigadier général J. Johnston Pettigrew contre les fédéraux bien retranchés à Fort Anderson les 14 et 15 mars, sur l'autre rive de la rivière de New Bern. À son arrivée près de la ville de New Bern le 14 mars 1863, Hill repousse des piquets de l'Union et demande la reddition de la garnison du fort Anderson.
Pettigrew est forcé de se retirer à l'arrivée de canonnières de l'Union qui débutent le bombardement des positions confédérées. La garnison de la ville est fortement renforcée, et Hill se retire pour menacer Washington, Caroline du Nord. Néanmoins, il a pu récupérer dans la campagne avoisinante de grandes quantités de ravitaillement avant de retraiter.

## Conséquences
Les forces confédérées se retirent vers Washington en Caroline du Nord.